# Rauchstubenalm
Die Rauchstubenalm ist eine Alm im Karwendel auf 824 m ü. A. Höhe im Walchental an der österreichisch-deutschen Grenze westlich von Achenwald.
Die Alm liegt nahe an der Alpenstraße und kann von dort einfach erreicht werden.